# Jacek Idzi Przybylski
Jacek (Hiacynt) Idzi Przybylski, pseud. i krypt.: H. P.; J. P.; J. P. akademik krakowski; J. P. jeden z akademików krakowskich; J. T.; Przełożyciel śpiewów Homera i Kwinta, (ur. 1 września 1756 w Krakowie, zm. 11 września 1819 tamże) – polski poeta, pisarz, krytyk literacki, tłumacz, filolog klasyczny, prefekt Biblioteki Szkoły Głównej Koronnej i kolekcjoner książek (swój księgozbiór liczący 495 dzieł w 705 tomach zapisał testamentem Bibliotece Jagiellońskiej).

## Życiorys
Syn krawca Bartłomieja i Jadwigi z Mańków, obywateli Krakowa. Najstarszy z czternaściorga ich dzieci. Otoczony opieką swego wuja Pawła Mańki, profesora Szkół Nowodworskich. W niej rozpoczął (od roku szkolnego 1765/1766) swoją edukację, później studiował w Akademii Krakowskiej, bakałarz (27 kwietnia 1771), licencjat z filozofii – 1773, magisterium ze sztuk wyzwolonych i doktorat z filozofii – 1775, cztery tzw. niższe święcenia (ostiariat, lektorat, egzorcystat i akolitat) – 10 czerwca 1775 (zrezygnował z posługi w 1780 roku); pracował w koloniach akademickich w Tarnowie (1773-1775), Chełmnie (poetyka i wymowa w latach 1775-1778), w latach 1778-1780 profesor Szkół Nowodworskich w Krakowie, później w szkole wydziałowej w Lublinie (1780/1781) i Warszawie (profesor historii i prawa w okresie od 1781/1782 do 1783/1784); w latach 1785–1786 dla pogłębienia wiedzy bibliotecznej przebywał w Wiedniu i Rzymie (powrót do Polski w październiku 1786). Trzy lata wcześniej (grudzień 1783) Przybylski otrzymał tytuł konsyliarza królewskiego za mowę, którą wygłosił w 100-lecie Odsieczy Wiedeńskiej. Na wniosek Hugona Kołłątaja w październiku 1784 został powołany na bibliotekarza (prefekta) i jednocześnie profesora starożytności w Szkole Głównej Koronnej w Krakowie (wykłady od roku akademickiego 1787/1788); od jesieni 1791 profesor języka i literatury greckiej. W roku 1788 mianowany członkiem Departamentu Regencji Kandydatów przy Komisji Edukacji Narodowej. Latem roku 1794 (także w 1796) przebywał na leczeniu w Karlsbadzie. W roku 1795 redagował czasopismo "Monitor Różnych Ciekawości". Prawdopodobnie współpracował z 2 innymi czasopismami. Były to "Zbiór Tygodniowy Wiadomości" (1784) i "Gazeta Krakowska" (od roku 1796). 24 lutego 1802 zmuszony do przejścia na emeryturę, powrócił do Szkoły Głównej w Krakowie w roku 1809, by ostatecznie przejść na emeryturę w 1813. Od roku 1803 członek Towarzystwa Przyjaciół Nauk w Warszawie i od 1816 Towarzystwa Naukowego w Krakowie; tworzył też w 1787 Związek Filantropów i aktywnie w nim uczestniczył.
Zmarł w wieku 63 lat (11 września 1819) w Krakowie i został pochowany na koszt miasta w Kościele Mariackim, gdzie zachowało się jego epitafium.

## Twórczość
Autor około 1500 nowych słów polskich, z których większość (1245) trafiło do Słownika Języka Polskiego Samuela Lindego. Tłumacz Georgik Wergiliusza, Sztuki poetyckiej Horacego, Elegii z wygnania Owidiusza, także Raju utraconego i Raju odzyskanego Miltona, dzieł Homera i Hezjoda.

### Ważniejsze dzieła i mowy
1. Mowa na dniu 8 maja roku 1781 imieninami Najjaśniejszego Stanisława Augusta króla polskiego, wielkiego książęcia litewskiego etc. uroczystym do Trybunału Koronnego przy licznym zacnych gości zgromadzeniu... miana w Lublinie, (Lublin 1781)
2. Wiersz żałosny na śmierć Jacka Ogrodzkiego, Warszawa 1782
3. Oda do ojczyzny w dzień imienin królewskich, Warszawa 1783
4. Mowa z okoliczności uroczystego obchodu stoletniej pamiątki zwycięstwa Jana III, króla polskiego, nad mocą ottomańską pod Wiedniem roku 1863 dnia 12 września... roku 1783 dnia 12 października miana Warszawa 1784; fragmenty przedr.: S. Tync w: Komisja Edukacji Narodowej. Wybór dzieł, Wrocław (1954) "Biblioteka Narodowa" seria I, nr 126
5. Ad Rever. Excell, Ill. DD. Florianum Amandum de Janówek Janowski... Anno A. V. 1786 mense Septembri; brak miejsca wydania (1786)
6. Dziennik, powst. 1787, rękopis: Biblioteka Jagiellońska, sygn. 3008
7. Wspominki krakowskie z r. 1787, rękopis: Biblioteka Jagiellońska, sygn. 2686
8. Mowa przy pierwszym rozdawaniu nagród dla cnót czynnych i użytecznych społeczności. Ku uwiecznieniu słodkiej pamiątki bytności w województwie krakowskim Stanisława Augusta, króla dobrego. Podług projektu JW. JP. Feliksa Oraczewskiego... na Związek Filantropów, czyli Przyjaciół Ludzkości... dnia 30 grudnia roku 1787 miana, Kraków (1788)
9. Na imieniny Jaśnie Wielmożnego Imci Pana Feliksa z Przybysławic Oraczewskiego... d. 14 stycznia r. 1788, Kraków (1788); autograf: Biblioteka Czartoryskich, sygn. 2742 (pt. Zadźwięk na imieniny...)
10. Dysertacja o kunszcie pisania u starożytnych, na posiedzeniu publicznym Szkoły Głównej Koronnej z okoliczności imienin J. O. Xcia Imci Michała Jerzego Ciołek Poniatowskiego, arcybiskupa gnieźnieńskiego... dnia 6 października roku 1788 w Sali Jagiellońskiej... czytana, Kraków (1788)
11. Mowa przy trzecim rozdawaniu nadgród dla cnót czynnych i użytecznych społeczności. Ku uwiecznieniu słodkiej pamiątki bytności w województwie krakowskim dobrego króla Stanisława Augusta. Podług projektu JW. JP. Feliksa z Przybysławic Oraczewskiego... na Związek Filantropów, czyli Przyjaciół Ludzkości... na amfiteatrze Szkół Nowodworskich dnia 21 czerwca 1789 miana, Kraków 1789
12. Heautoumastix, czyli bicz na siebie samego. Nro 1, Kraków 1789; fragmenty przedr. Z. Florczak, L. Pszczołowska w: Ludzie Oświecenia o języku i stylu t. 1, Warszawa 1958; odpowiedź na przypisywany F. K. Dmochowskiemu i F. Siarczyńskiemu: Zakus nad zaciekami Wszechnicy Krakowskiej..., Warszawa (1789)
13. Wieki uczone starożytnych Greków i Rzymian w celniejszych zabytkach ich pism w całości lub w ułamkach potomnym wiekom dochowanych tudzież w sławie straconych, uważane przez..., Kraków 1789; wyd. następne Kraków 1809[1]
14. Ortografia języka greckiego, Kraków 1791
15. Oda na bytność JO Xcia Feliksa Turskiego, biskupa krakowskiego... w Bibliotece Szkoły Głównej Koronnej, 7 czerwca 1791, (Kraków) 1791
16. Początki języka greckiego, dla użytku Polaków pierwszy raz wydane, Kraków 1792; z epigramatem greckim na pochwałę K. Idatte
17. Dewizy z okazji Konstytucji 3 Maja na obiedzie przez margrabiego pinczowskiego z Wielopolskich Myszkowskiego, prezyd. krak. dawanym, w cukrach zamknięte, Kraków 1792
18. Naeniola ad feralem urnam Viri Perillustris ac Rverendissimi M. Christophori Idatte Lotharingi..., (Kraków 1792)
19. Filofilia, czyli oda przyjacielska z okazji imienin W. IMci Pana Kantego Krusińskiego... roku 1793 dnia 20 października, przez J. P., (Kraków 1793)
20. Do Safy (Tekli z Jakielskich Żelechowskiej). Z okoliczności wyjazdu z Krakowa Jana Potockiego... w listopadzie roku 1793, (Kraków) 1793
21. Lacryma ad tumulum Joannis Cantii Krusiński..., Kraków 1794
22. Łza cicha Polimnii, wraz z wierszem z tejże okoliczności Jędrzeja Trzcińskiego pt. Nagrobek, Kraków 1794; elegia na śmierć M. Poniatowskiego
23. Do Rafała Czerwiakowskiego... W dzień imienin roku 1795 od wdzięcznej Magdaleny z Przybylskich Himnowskiej, (Kraków 1795)
24. Wiersz z powinszowaniem imienin Jędrzejowi Trzcińskiemu... wraz z powinszowaniem Tekli Żelechowski i podziękowaniem tegoż profesora, Kraków 1795
25. Sielanka Wyrzynek na Piaskach przy Krakowie, (Kraków 1795)
26. Do J. W. J. Ks. Adama Naruszewicza, biskupa łuckiego, brak miejsca wydania (179...?)
27. Ode Illustrissimo ac Excellenti Viro D. Hartvigo Ludovico Antonio ab Hoym... a senatu populoque Cracoviensi dicata, (Kraków 1795); przekł. polski: "Gazeta Krakowska" 1796 nr 6
28. Do W. J. X. Antoniego Popławskiego w dzień imienin 13 czerwca 1798, brak miejsca wydania; u Estreichera XXV (1913) 360 błąd drukarski w podanej w tyt. dacie r.: 1793)
29. Do Im. Pana Jana Maja w dzień imienin, dnia 24 czerwca 1799 od drukarzy, (Kraków 1799)
30. Carmen saliare in perjucundum introitum Suae Excellentiae..., Kraków 1805
31. ... D. Andreae Rawa Gawroński... ad ecclesiam cathedralem in Vavello..., Kraków 1805
32. Oda łacińska imieniem Krakowa do J. P. Prezydenta... przy jego z Krakowa wyjeździe drukowana, (Kraków) 1808 (lub może 1808?); druk nienotowany u Estreichera, inform. J. Cybertowicz na podstawie notatki bibliograficznej Przybylskiego (nazwiska adresata nie zdołano odczytać)
33. Do Jaśnie Oświeconego Książęcia Józefa Poniatowskiego... z hołdem uszanowania i wdzięczności, przy ofiarowaniu starodawnej chorągwi miejskiej w doroczna oktawę koronacji cesarza Napoleona Wielkiego – miasto Kraków, Kraków 1809 (2 wydania); brak miejsca i roku wydania
34. Do Jaśnie Wielmożnego... Andrzeja Horodyskiego, referendarza cywilno-wojskowego w dzień imienin, Kraków 1809; druk anonimowy, nienotowany u Estreicher pod hasłem: Przybylski. Autorstwo rozwiązuje Cybertowicz
35. Ku czci Najjaśniejszego Fryderyka Augusta, z Bożej łaski króla saskiego, książęcia warszawskiego... w miesiącu maju roku 1810 w Krakowie po ojcowsku obecnego, pieśń Muz Jagiellońskich przez... w trzech językach ułożona, Kraków 1810 (w języku polskim, greckimi i łacinie)
36. Epigrammata łacińskie do Hugona Kołłątaja w Krakowie w dzień imienin, "Gazeta Krakowska" 1810 i osobno (Kraków) 1810; druk nienotowany u Estreichera, inform. Cybertowicz
37. Pieśń wdzięcznej siostry Józefy w imieniu dobroczynnego brata Ignacego Tarchalskiego... dnia 31 lipca 1811 roku, Kraków (1811); druk anonimowy, autorstwo ustalił Cybertowicz
38. Bukiet na ślub Jeg. Pana Jana Ignacego Grynfelta z Jejm. Panną Julianną Paszkowską, dnia 15 kwietnia 1812 roku od życzliwych..., Kraków 1812; podpisany: J. T.
39. Powinszowanie imienin Stanisławowi Kostce Zarzeckiemu, prezydentowi krakowskiemu, imieniem przyjaciół drukowane, (Kraków) 1812; druk nienotowany u Estreichera, inform. Cybertowicz
40. Nowożeńcom Władysławowi i Mariannie, rodzicom ich Janowi Sołtykowi, Ignacemu i Teresie z Jabłonowskich Trzebińskim, stryjowi Michałowi Sołtykowi przychylności dowód, Kraków 1813
41. Wojciechowi Mączeńskiemu, powtarzającemu ślub... z Marianną z Dzianottych w 50 roku... małżeństwa, w Krakowie d. 15 lipca 1813 r. wnuki, (Kraków 1813); druk anonimowy, autorstwo ustalił Cybertowicz
42. Prospekt i prenumerata na dzieło pt. Pamiątka dziejów bohatyrskich z wieku Grajskotroskiego, w śpiewach Homera i Kwinta Kalabra, słowiańskim narodom dochowana... Tomów 6 w Krakowie 1814 i 1815, Kraków 1813; porównaj poz. 47
43. Wielmożnemu... Klemensowi Korowickiemu... wiązanie w dzień imienin od gminy dóbr Rudawy w Krakowskiem pod Krzeszowicami, (Kraków) 1814; wiersz pisany w imieniu A. Machnickiego, wójta gminy Rudawy
44. Podziękowanie publiczności miasta Krakowa od artystów dramatycznych po ukończeniu kursu zimowego, dnia 1 maja 1814 r., Kraków (1814)
45. Za pomyślność... Aleksandra I... z Petersburga do Wiednia na kongres mocarzów europejskich przez Kraków jadącego. Psalm dwunastu pokoleń Izraela w synagodze Kazimierskiej przy Krakowie, 7 Septemwra/19 września roku... 1814... śpiewany, Kraków (1814); przekł. niemiecki (1814)
46. Die genethliaco benedicti herois Alexandri I, pii, felicis, augusti, omnium Rossiarum imperatoris, Poloniarum regis... 10-mo calend. Januar. 1816, brak miejsca wydania (1816)
47. Klucz staroświatniczy do sześciudziesiąt dwu śpiewów Homera i Kwinta w rubrykach całego abecadła. Wyjaśnienia... cz. 1, cz. 2, Kraków 1816 "Pamiątka dziejów bohatyrskich z wieku Grajskotroskiego, w śpiewach Homera i Kwinta" t. 6-7; fragm. Język polski przedr. H. Galle, "Sto lat myśli polskiej" t. 2 (1907); rękopis: Biblioteka Jagiellońska, sygn. 147, t. 5; tu także Przekłady poz. 10, 28, 32-33
48. Przy głośnym dziewosłębie J. W. Hrabi Wilhelma na Zelance Zeleńskiego, dziedzica Brzezia i wielu dóbr dwukrajowych, z W. J. Panną Szambelanówną Marianną z Kępińskich, dnia 16 czerwca 1816, powinszowanie dostojnemu państwu młodym od Teofila Henninga, pełnomocnego administratora dóbr hrabiowskich, brak miejsca wydania (1816)
49. Imci Panu Ambrożemu Grabowskiemu w dzień imienin 7 grudnia 1816 życzenia od drukarzy, (Kraków) 1816; wiersz podpisany krypt.: J. P. i L. S.
50. Szanownemu Mężowi Szczepanowi Hołowczycowi... w imieniny 26 grudnia 1816 powinszowanie od..., brak miejsca wydania (1816)
51. N a zaślubiny Szanownej Pary: Władysława Sołtyka... z Emilią, Józefa Dunin Wąsowicza i Julii z O-Donellów... córą jedynaczką. Dnia 17 sierpnia 1817... uroczyście pobłogosławione. Wiersz upominkowy..., brak miejsca wydania (1817)
52. Do J. W. Mateusza Dubieckiego, Kraków 1817; wiersz pisany w imieniu Ciesielskiego i Rogowskiego (drukarzy)
53. Dnia 26 grudnia 1817 Wielebnemu Prymiceriuszowi Katedry Krakowskiej Szczepanowi Hołowczycowi z powinszowaniem od..., brak miejsca wydania (1817)
54. Matthaeo Dubiecki... diebus Martii 1818, valedicens H. P., Kraków (1818)
55. Illustrissimo Domino Ignatio Miączyński ab Augustissima Majestate omnium Rossiarum Imperatore, Poloniarum Rege etc. etc. ad formandam Rempublicam Cracoviensium delegato plenipotenti triumviro, Ordinis S. Stanislai I classis equiti. Ode..., Kraków 1818.

Ponadto wiersze i artykuły Przybylskiego ogłaszano w książkach i czasopismach: Diariusz przyjazdu Stanisława Augusta... do miasta stołecznego Krakowa, Kraków 1787 (tu: Napisy na ozdobę Sukiennic Krakowskich); Excellentibus dominis..., Kraków 1789 (tu: 4 epigramaty łac. na herby doktorów filozofii); "Gazeta Krakowska" (1796 i następne; tu m.in.: Epigrammata na wnijście wojsk austriackich do Krakowa, 1796 nr 6); "Monitor Różnych Ciekawości" (1795); "Prospectus Lectionum Academicorum..." (1787-1792; fragmenty przedr. M. Chamcówna: Uniwersytet Jagielloński... w l. 1786-1797, Wrocław 1959, s. 219-230); J. Trzciński: Dysertacja o wzroście nauk przez ducha obserwacji w Europie..., Kraków 1787 (tu: Napis nakamienny na pamiątkę bytności Stanisława Augusta... w Sali Jagiellońskiej); "Zbiór Tygodniowy Wiadomości" (1784; prawdopodobnie).
W Lw. Państw. Nauk. Bibl. (Zbiory Baworowskich) zachowany jest rękopis, sygn. 498/I: Nazwiska poetów polskich przez J. Przybylskiego.

### Przekłady
Mały słownik kultury antycznej opisuje przekłady literatury starożytnej autorstwa Przybylskiego jako pisane "sztucznym, dziwacznym językiem". 
1. (J. Lindsay): Podział Polski w siedmiu rozmowach z francuskiego, Lipsk 1774; wyd. następne Lipsk 1775, (druk anonimowy, autorstwo domniemane)
2. F. Para du Phanias: Trzy mowy o odmianach w naturze, z francuskiego X. Para..., Kraków 1779
3. Voltaire: Kandyd Wszędobylski, czyli najlepszość, Lipsk (Warszawa) 1780; wyd. następne Warszawa 1803; dedykowane I. Potockiemu (bez podpisu); autorstwo przekładu przypisali Przybylskiemu: K. Koźmian (Pamiętniki t. 1, s. 5) i A. Grabowski (Wspomnienia t. 2, s. 104-105)
4. Voltaire: Memnon, czyli mądrość ludzka. Powieść filozoficzna, (Lublin 1781), bez wymienienia nazwiska tłumacza
5. Voltaire: Dobry bramin, czyli niechcący być uszczęśliwionym fanatykiem. Powieść filozoficzna, (Lublin 1781), bez wymienienia nazwiska tłumacza
6. A. v. Tschabuschnigg: Historyczno-krytyczne wiadomości o życiu i pismach pana Woltera i inszych nowych filozofów. Wykład z niemieckiego przez J. P. jednego z akademików krakowskich cz. 1, Warszawa 1781; cz. 2. Historyczno-krytyczne wiadomości o życiu i pismach trzydziestu i trzech filozofów naszego wieku, opisane i tłumaczone z niemieckiego, Kraków 1784; wyd. następne (tytułowe): Kraków 1785
7. F. Graffigny: Listy Peruwianki, przekładania J. P., Warszawa 1784; wyd. następne Warszawa 1805
8. H. Sander. J. Ch. Fabricio: Historia naturalna ekonomiczna rolnicza... w niemieckim języku wydana... a teraz dla powszechnego użytku na polski język przełożona t. 1-4, Kraków 1786-1787, (tłumacza wymienia: Ważniejsze dzieła i mowy poz. 16)
9. P. Vergilius Maro: Eneida, czyli wiersz bohatyrski ku czci Enejasza z Troi. Przekładania... t. 1-2, tłum. 1786-1787, Kraków 1811, (datę powst. ustalił list M. Garnysza z 7 października 1788)
10. Batrachomyomachia, czyli bitwa żab z myszami, wierszem ojczystym, z tekstem greckim Homera obok, Kraków 1789; wyd. następne zmienione: Żabomyszeida w: Klucz staroświatniczy..., Kraków 1816, cz. 1, s. 424-432, zobacz Ważniejsze dzieła i mowy poz. 47
11. A. Pope: O krytyce... przekładania... Wiersz polski obok z angielskim, Kraków 1790
12. Hezjod: Dzieła dochowane wszystkie, to jest: 1. Teogonia, 2. Tarcza Herkulesa, 3. Roboty i dnie. Z greckiego przekładania..., Kraków 1790, cz. 3 wydana także osobno: Kraków 1790, (z odą: Do... K. Idatte)
13. L. Kamoens: Luzjada... czyli odkrycie Indii Wschodnich. Poemat w pieśniach dziesięciu przekładania..., Kraków 1790; fragmenty przedr. Sz. Bielski w: Wybór różnych gatunków poezji z rymotwórców polskich cz. 2, wyd. Warszawa 1812, (z odą: Do... A. S. Naruszewicza)
14. Homer: Iliada, tłum. 1790-1793, fragmenty wyd.: Iliady księga pierwsza. Mor i Gniew. Wierszem według greckiego oryginału przekładania..., Kraków 1790; całość poprawiona: Iliada Homerowska ku czci Achila Polejowicza z Ftyi, w śpiewach 24. Przekładania... t. 1-2, Kraków 1814 "Pamiątka dziejów bohatyrskich z wieku Grajskotroskiego, w śpiewach Homera i Kwinta" t. 1-2; rękopisy: Biblioteka Jagiellońska, sygn. 147, t. 1-2 (z roku 1812); Biblioteka PAN Kraków, sygn. 1285 (fragm.)
15. J. Milton: Raj utracony. Ksiąg dwanaście. Z angielskiego przekładania..., Kraków 1791, (z odą: Do Stanisława Augusta)
16. J. Milton: Raj odzyskany. Księgi cztery. Z angielskiego przekładania..., Kraków 1792, (z odą: Do... H. ... Kołłątaja; w dodatku: bibliografia dzieł Przybylskiego)
17. F. Bessat: Na koronę królewską Stanisława Augusta z napisem: Hanc iussit fortuna mereri, (Kraków 1792); 5 przekładów wiersza łacińskiego; m.in. przekł. J. Przybylskiego – Kallimachos z Kyreny: Hymny i wiersz o warkoczu Bereniki, niewydane, (inform. Ważniejsze dzieła i mowy poz. 16)
18. Treny Jeremiasza nad zburzeniem Jerozolimy, według tekstu LXX tłumaczów, przekładania... podczas ciężkiej jego choroby r. 1793, Kraków 1793, ("Sto lat myśli polskiej" datuje natomiast rok później: 1794)
19. Siedem psalmów pokutnych według tekstu LXX tłumaczów, przekładania... podczas ciężkiej jego choroby r. 1793, Kraków (1793)
20. Fryderyk II król pruski: O złości ludzkiej, z francuskiego, "Monitor Różnych Ciekawości" 1795 cz. 1-2; O wolności. Z listu do Dargeta, tamże cz. 5; Do wojny, tamże cz. 8; Przestroga dla Prusaków, tamże cz. 11; Do starzejącego się Woltera, tamże cz. 12; Do Gresseta z pochwałą poezji, tamże cz. 13; Do swego dowcipu, tamże cz. 15
21. Voltaire: O użytku umiejętności w panujących, "Monitor Różnych Ciekawości" 1795 cz. 10
22. Voltaire: Ustawy natury. Wiersz... do Fryderyka II... wierszem ojczystym przełożony, (Kraków) 1795; przekł. anonimowy
23. (Gott erhalte), hymn: Boże, zachowaj cesarza, z niemieckiego, "Gazeta Krakowska" 1797 nr 17
24. Rysy charakteru Franciszka II, stylem lapidarnym. Z niemieckiego, Kraków 1797
25. S. Gessner: Śmierć Abla w pięciu pieśniach z niemieckiego, Kraków 1797; wyd. następne Kraków 1800, (w dodatku do wyd. 1 bibliografia dzieł Przybylskiego z lat 1779-1797, w egz. Biblioteki Uniwersytetu Poznańskiego z rękopiśmiennymi uzupełnieniami Przybylskiego do roku 1813)
26. Homer: Odysseja Homerycka. Ku czci Ulisa Laertowicza z Itaki w śpiewach 24. Przekładania..., powst. przed rokiem 1799, wydano t. 1-2, Kraków 1815 "Pamiątka dziejów bohatyrskich z wieku Grajskotroskiego, w śpiewach Homera i Kwinta" t. 4-5; rękopis: Biblioteka Jagiellońska, sygn. 147, t. 3 (pt. Ulisseja); datę powst. ustalił list K. C. Mrongowiusza z 14 lutego 1799
27. P. Ovidius Naso: Wiersze na wygnaniu pisane, to jest Rzeczy smutne, Klątwa na Ibisa, Listy z Pontu. Przekladania..., Kraków 1802
28. Q. Horatius Flaccus: List do Pizonów o kunszcie poetycznym. Podział i przekł. ..., Kraków 1803; wyd. następne zmienione w: Klucz staroświatniczy..., Kraków 1816, cz. 2, s. 223-237; zobacz Ważniejsze dzieła i mowy poz. 47
29. M. Molski: Na przyjazd Najjasniejszego Pana (Fryderyka Augusta) do Warszawy... d. 17 maja 1810 roku. (przekład łaciński), "Gazeta Krakowska" i osobno (Kraków) 1811; druk nienotowany u Estreichera, inform. Cybertowicz
30. P. Vergilius Maro: Jeorgiki Wirgilowskie do Mecenasa, wiersz dydaktyczny o ziemiaństwie, czyli o gospodarstwie wiejskim, księgi cztery, Kraków 1813
31. Kwintus Kalaber (Quintus Smyrnaeus): Dopełnienia Iliady Kwintowskie ku czci bohatyrów rozburzycielów Ilionu, w śpiewach 14, Kraków 1815 "Pamiątka dziejów bohatyrskich z wieku Grajskotroskiego, w śpiewach Homera i Kwinta" t. 3; rękopis: Biblioteka Jagiellońska, sygn. 147, t. 4
32. Koluthos z Lykopolis: Porwanie Heleny, wyd. w: Klucz staroświatniczy..., Kraków 1816, cz. 1, s. 359-368; zobacz Ważniejsze dzieła i mowy poz. 47
33. Tryfiodor Egipcjanin: Wzięcie Ilionu, wyd. w: Klucz staroświatniczy..., Kraków 1816, cz. 1, s. 446-463; zobacz Ważniejsze dzieła i mowy poz. 47
34. M. W. Dubiecki: Odnowienie wieczystego hołdu dla Polskiej Królowej Marii Panny Bogarodzicy na Jasnej Górze w stoletnią koronacji cudownego obrazu rocznicę d. 8 września 1817 wykonane. (tłum. "Przełożyciel Śpiewów Homera i Kwinta"), brak miejsca i roku wydania; obok tekstu przekładu – łaciński tekst oryginalny pt. Invocatio pepetuo clientele Reginae Poloniae...
35. A. Persius Flaccus: Satyr sześć, rękopisy: Biblioteka Jagiellońska, sygn. 3269, k. 1-19 (autograf); Lw. Państw. Nauk. Bibl. (Zbiory Baworowskich, sygn. 641/III)
36. S. Klonowic: Victoria deorum, rękopis znajdował się w papierach A. Grabowskiego; inform. G. Czernicki ("Tygodnik Ilustrowany" 1865)
37. Voltaire: Nenriada, rękopis w Bibliotece Jagiellońskiej; inform. G. Czernicki ("Tygodnik Ilustrowany" 1865)
38. F. G. Klopstock: Mesjada, rękopis w Bibliotece Jagiellońskiej
39. Q. Horatius Flaccus: Ody, rękopis w Bibliotece Jagiellońskiej.

Inne drobne przekłady Przybylskiego ogłaszano w czasopismach: "Gazeta Krakowska" i "Monitor Różnych Ciekawości" (jak wyżej: Ważniejsze dzieła i mowy).

### Prace edytorskie
1. Popis roczny uczniów klasy I w: Popisy roczne szkół województwa krakowskiego w drugim roku po wprowadzeniu nowego układu nauk, (Kraków 1779)
2. Popis roczny uczniów klasy II w: Popisy roczne szkół województwa krakowskiego trzeciego roku po reformie nauk, (Kraków 1780)
3. Popis roczny uczniów klasy VII z prawa w szkołach lubelskich, (Lublin 1781)
4. Kalendarz krakowski... na rok... 1798, Kraków 1797; także: ... na rok... 1799, Kraków (1798); także: ... na rok... 1800, Kraków (1799); według A. Grabowskiego (porównaj Pachoński, s. 39) wydawał kalendarze także w latach 1782-1784
5. L. Ariosto: Orland szalony... w pieśniach XLVI, niegdyś kardynałowi Hippolitowi z Esty ofiarowany z argumentami Ludwika Dolce. Przekładania Piotra Kochanowskiego, dzieło pośmiertne, aż do końca pieśni 25 doprowadzone, w Bibliotece Akademii Krakowskiej odkryte, pierwszy raz we 2 tomach wydane t. 1-2, Kraków 1799.

### Listy i materiały
1. Do/od H. Kołłątaja, rękopisy: Archiwum Główne Akt Dawnych (Metryka Litewska, dz. IX, t. 78, 119); fragm. listu Przybylskiego z 6 maja 1785 cyt. M. Chamcówna: Uniwersytet Jagielloński... w l. 1786-1795, s. 122
2. Do Stanisława Augusta o tłumaczeniu Iliady i Odyssei z 21 grudnia 1791 i inne; rękopis: Biblioteka Czartoryskich, sygn. 735
3. Do H. Kownackiego z 25 grudnia 1791, rękopis (odpis): Lw. Państw. Nauk. Bibl. (Ossolineum, sygn. 1848/I)
4. Korespondencja (wierszem) z Teklą z Jakielskich Żelechowską z roku 1793 oraz list od Michała Żelechowskiego z roku 1795, pisany po śmierci żony; autografy: Lw. Państw. Nauk. Bibl. (Zbiory Baworowskich, sygn. 499/I)
5. Do Józefa Januszewicza z roku 1797, rękopis: Biblioteka Jagiellońska, sygn. 3758
6. Od różnych osób, zbiór z lat 1776-1800, m.in. od: rodziny, A. K. Czartoryskiego, T. Czackiego, K. Idatta, W. R. Karczewskiego, F. D. Kniaźnina, H. Kołłątaja, K. C. Mrongowiusza, F. Oraczewskiego, J. Sołtykowicza, Jana Śniadeckiego, F. Zabłockiego, rękopis: Biblioteka Jagiellońska, sygn. 148, zeszyty: 1-23 – list od Kniaźnina z 1 sierpnia 1793 ogł. L. Kamykowski, "Ruch Literacki" 1932 nr 3, s. 81 – 2 listy od Śniadeckiego z 30 grudnia 1785 i 27 listopada 1791 ogł. w: Korespondencja Jana Śniadeckiego. Listy z Krakowa t. 1, Kraków 1932; t. 2, Wrocław 1954 – list od Karczewskiego z 15 kwietnia 1791 ogł. we fragm. J. Dihm, "Biuletyn Miesięczny Biblioteki Jagiellońskiej" 1953 nr 5; w całości ogł. J. Pawłowiczowa, "Teatr Narodowy 1764-1794", red. J. Kott (Warszawa 1967), s. 294-297 – list od brata, Ignacego Przybylskiego, z 26 lipca 1788 ogł. J. Dihm, "Biuletyn Miesięczny Biblioteki Jagiellońskiej" 1953 nr 6 – 2 listy od Mrongowiusza z lat 1799-1800 ogł.: A. Jałosiński, "Rocznik Gdański" t. 14 (1955); Z. Florczak, L. Pszczołowska w: Ludzie Oświecenia o języku i stylu t. 2, Warszawa 1958; E. Rabowicz, "Gdańskie Gimnazjum Akademickie. Księga pam. dla uczczenia czterechsetnej rocznicy założenia...", Gdynia 1959
7. Od J. Czecha z roku 1792, rękopis: Biblioteka Jagiellońska, sygn. 7911 IV
8. Od G. G. Rykaczewskiego, ogłoszono pt. List do WJJ. Przybylskiego, szanownego emeryty Szkoły Głównej Krakowskiej..., Kraków 1814
9. Akta różne urzędowe i prywatne z l. 1775-1818, rękopis: Biblioteka Jagiellońska, sygn. 148, zeszyt 24
10. Pisma własnoręczne... tyczące się szkół, zarządu funduszów itd. Akademii Krakowskiej tudzież Biblioteki Uniwersyteckiej z 1780-1783, rękopis: Biblioteka Jagiellońska, sygn. 1155.

Wiele materiałów i dokumentów Przybylskiego zachowano w rękopisach, m.in.: Archiwum Uniwersytetu Jagiellońskiego (nr 4, 8; Akta Senatu t. 41); Państwowe Archiwum Wojewódzkie w Krakowie (Teki A. Grabowskiego, sygn. E 154 i inne); Biblioteka Czartoryskich, sygn. 2742; Biblioteka Jagiellońska, sygn. 1788, 2731, 3190, 4012.
Bardziej szczegółową bibliografię dzieł oryginalnych i tłumaczonych wyd. w latach 1779-1797 zobacz Przekłady poz. 16, 25. Ponadto bibliografię twórczości Przybylskiego podaje: P. Czajkowski: Pochwała J. Przybylskiego, "Rocznik Towarzystwa Naukowego Krakowskiego" poczet 1, t. 9 (1824); uzupełnia J. Cybertowicz, "Biuletyn Biblioteki Głównej Uniwersytetu im. A. Mickiewicza w Poznaniu" 1958 nr 2.